# Perissocentrus phormio
Perissocentrus phormio is een vliesvleugelig insect uit de familie Torymidae. De wetenschappelijke naam is voor het eerst geldig gepubliceerd in 1842 door Walker.